# Мартинс, Алваро
А́лваро Мартинс (порт.-браз. Alvaro Martins; 30 августа 1901, Рио-де-Жанейро — неизвестно) — бразильский футболист, полузащитник.

## Карьера
Алваро Мартинс начал карьеру в клубе «Сан-Кристован» в 1917 году. Там он выступал 6 лет. В 1923 году Мартинс перешёл в клуб «Америка», где провёл один сезон. Затем он играл за клуб «Андарахи», а завершил карьеру в «Сан-Кристоване» в 1927 году.
В составе сборной Бразилии Мартинс поехал на чемпионат Южной Америки в 1919 году, но на самом турнире на поле не выходил. 1 июня того же года он дебютировал в составе команды в матче Кубка Роберто Чери. Годом позже он поехал на следующий розыгрыш южноамериканского розыгрыша, где сыграл 3 матча.

## Международная статистика
| Матчи Алваро Мартинса за сборную Бразилии | Матчи Алваро Мартинса за сборную Бразилии | Матчи Алваро Мартинса за сборную Бразилии | Матчи Алваро Мартинса за сборную Бразилии | Матчи Алваро Мартинса за сборную Бразилии | Матчи Алваро Мартинса за сборную Бразилии | Матчи Алваро Мартинса за сборную Бразилии |
| ----------------------------------------- | ----------------------------------------- | ----------------------------------------- | ----------------------------------------- | ----------------------------------------- | ----------------------------------------- | ----------------------------------------- |
| №                                         | Дата                                      | Место проведения                          | Оппонент                                  | Счёт                                      | Голы                                      | Турнир                                    |
| 1                                         | 1 июня 1919                               | Рио-де-Жанейро                            | Аргентина                                 | 3:3                                       | —                                         | Кубок Роберто Чери                        |
| 2                                         | 11 сентября 1920                          | Винья-дель-Мар                            | Чили                                      | 1:0                                       | —                                         | Чемпионат Южной Америки                   |
| 3                                         | 18 сентября 1920                          | Винья-дель-Мар                            | Уругвай                                   | 0:6                                       | —                                         | Чемпионат Южной Америки                   |
| 4                                         | 25 сентября 1920                          | Винья-дель-Мар                            | Аргентина                                 | 0:2                                       | —                                         | Чемпионат Южной Америки                   |

## Достижения
- Чемпион Южной Америки: 1919
- Чемпион штата Сан-Паулу: 1920